# Graneros (Chile)
Graneros ist eine Gemeinde und eine Stadt im südamerikanischen Anden-Staat Chile. Sie gehört zur Provinz Cachapoal in Zentralchile und hat rund 33.000 Einwohner.

## Geografie
Die Gemeinde Graneros umfasst heute die Stadt selbst und das Gebiet von Codegua, in dem die Stadt La Compañía liegt. Graneros liegt 12 km nördlich der Regionshauptstadt Rancagua und 78 km südlich der Landeshauptstadt Santiago de Chile. Mit beiden Städten ist Graneros über die Bahnlinie verbunden. Gemeinsam mit Mostazal und Codegua bildet Graneros den Cono Norte der Región del Libertador General Bernardo O’Higgins.

## Bevölkerung
Nach dem Zensus 2017 wohnten 33.437 Menschen in der Gemeinde Graneros, von denen 16.634 Männer und 16.803 Frauen waren. Das Durchschnittsalter lag bei 34 Jahren.
Rund 9 % der Einwohner gehören den Mapuche an. Rund ein Viertel der Migranten stammen aus Bolivien, ca. 15 % je aus Argentinien und Haiti.

## Geschichte
Graneros wurde 1899 von Manuel José Irrarázabal Correa als kleine Stadt gegründet, in der nur etwa 325 Einwohner lebten. Ein sehr wichtiger Meilenstein ereignete sich im Jahr 1901, als der Ingenieur Gilbert B. R. Hodgkinson das erste Automobil Chiles im Hodgkinson-Haus zusammenbaute. Dieses Auto fuhr damals durch die Straßen von Granada. Später wurden im selben Haus Teile zum Bau der Eisenbahn zur heutigen Kupfermine El Teniente hergestellt, um die Mine abzubauen. Der Grundstein zum Abbau von der Braden Copper Company wurde im Hodgkinson-Haus gelegt.
Die Zeit der Präsidialpolitik war in Graneros von einer fortschreitenden industriellen Entwicklung geprägt. So siedelten sich in dieser Phase die Lebensmittelhersteller Nestlé, The Dairy Barn oder Chiprodal (heute Nestlé) an. Zudem entstand in Rancagua ein großes Automobilwerk, was auch Graneros wirtschaftlich einen Schub verlieh. In der Zeit der Militärdiktatur in Chile unter Augusto Pinochet, in der es zu einer Wirtschaftskrise 1981/82 kam, litt Graneros unter einer Deindustrialisierung, ausgelöst durch die Wirtschaftspolitik des Landes unter Führung der Chicago Boys, die für freie Märkte Privatisierungs- und Deregulierungsmaßnahmen durchführten. In Folge der Krise änderte sich die Wirtschaftspolitik hin zum Neoliberalismus. Heute ist Graneros agrarindustriell geprägt.

## Wirtschaft
Die Wirtschaft in Graneros konzentriert sich auf Aktivitäten aus dem Agrarsektor und ist von diesem stark abhängig. Dabei setzt die Region auf einen hohen Grad an Technologie und Innovation, um vor allem von den ausländischen Direktinvestitionen profitieren zu können. Dabei spielt der Export von entkernten Früchten und anderen frischen Früchten eine wichtige Rolle. Wichtige Unternehmen sind Nestlé und Tuniche Fruits. Im biotechnologischen Bereich wird auf die Forschung und Entwicklung von Gemüsesamen und weiteren Nutzpflanzen gesetzt. Unternehmen in Graneros in diesem Bereich sind die Bayer AG (ehemals Monsanto), Syngenta und Semillas Tuniche.
Neben der Agrarindustrie gibt es noch große Produktionsstandorte für die papierverarbeitende Industrie durch den US-Konzern International Paper und die Herstellung von Industriegasen (Indura).

## Sport
Der erfolgreichste Verein ist Graneros Unido, die allerdings nicht über die viertklassige Tercera División A hinauskamen. Heimspielstätte ist das „Municipal de Graneros“, das bis zu 3500 Zuschauer umfasst.

## Persönlichkeiten
- Manuel Ibarra (* 1977), Fußballspieler
- Buddy Richard (* 1943), Sänger